# Pedicularis kusnetzovii
Pedicularis kusnetzovii är en snyltrotsväxtart som beskrevs av Komarov. Pedicularis kusnetzovii ingår i släktet spiror, och familjen snyltrotsväxter. Inga underarter finns listade i Catalogue of Life.